# Шрі Удаядітьяварман
Шрі Удаядітьяварман (Удаядітьявармадева) (д/н — 988) — хаджі (цар) Шривіджаї у 960—988 роках. У китайських джерелах відомий як Шилі-хутася-літань та Шиньлі Уе.

## Життєпис
Про батьків і попередника відсутні відомості. Міг бути онуком або  праонуком хаджі Шрі Індравармана II. Перша згадка відноситься до 960 року, коли відправив посольство до сунського імператора Чжао Куан'їня. За практикою такі посольства правителі Шривіджаї відправляли до Китаю через декілька років після сходження на трон. Тому припускають, що Шрі Удаядітьяварман отримав владу десь у 950-х років, проте це не є достеменним, оскільки, можливо, посольства тривалий час не відправлялися до Китаю через боротьбу там п'яти династій і десяти держав. 962 року було відправлено ще одне посольство до імперії Сун.
Також напевне Шрі Удаядітьяварман слід ототожнити з Сячі з китайських джерел, що є аналогом власне титулу хаджі. З огляду на це посольства також відправлялися у 980 і 983 роках. Така інтенсивність свідчить про відновлення торгівельних і політичних відносин. Помер до 988 року. Спадкував йому син або інши й родич Чудаманіварман.